# Chí Tân
Chí Tân là một xã thuộc huyện Khoái Châu, tỉnh Hưng Yên, Việt Nam.

## Địa lý
Xã Chí Tân có vị trí địa lý:
- Phía đông giáp xã Đại Hưng và xã Phùng Hưng
- Phía tây giáp Sông Hồng
- Phía nam giáp xã Thuần Hưng và xã Thành Công
- Phía bắc giáp xã Đại Tập và xã Liên Khê.

Xã Chí Tân có diện tích 4,15 km², dân số năm 2019 là 5.396 người, mật độ dân số đạt 1.300 người/km².

## Hành chính
Xã Chí Tân được chia thành 3 thôn: Nghi Xuyên, Cốc Phong, Tân Hưng.

## Lịch sử
Trước đây, Chí Tân là một xã thuộc huyện Châu Giang cũ.
Ngày 24 tháng 7 năm 1999, Chính phủ ban hành Nghị định số 60/1999/NĐ-CP về việc chuyển xã Chí Tân thuộc huyện Châu Giang cũ chuyển về huyện Khoái Châu mới tái lập quản lý.